# 三芒景天
三芒景天（学名：Sedum triactina）是景天科景天属的植物。分布于锡金以及中国大陆的西藏、四川、云南等地，生长于海拔2,250米至3,600米的地区，一般生于山坡林下或水边湿地，目前尚未由人工引种栽培。

## 异名
- Sedum triactina (Hook. f. et Thoms.) Berger var. leptum (Froed.) K. T. Fu